# سیارک ۴۲۱۱
سیارک ۴۲۱۱ (به انگلیسی: 4211 Rosniblett، نامگذاری:1987RT) چهار هزار و دویست و یازدهمین سیارک کشف شده‌است که در ۱۲ سپتامبر ۱۹۸۷ کشف شد.